# Dear Future Husband
Dear Future Husband – singiel nagrany przez amerykańską wokalistkę i autorkę tekstów Meghan Trainor z jej debiutanckiego albumu Title (2015) wydany przez wytwórnię płytową Epic Records (oddział Sony Music) 17 marca 2015 roku. Autorami utworu są Meghan Trainor oraz producent muzyczny Kevin Kadish. Jest to piosenka z gatunku pop, doo wop oraz R&B, mówiąca o małżeństwie i wymieniająca cechy, których Trainor szuka u kandydatów na męża wyobrażając przy tym sobie małżeństwo jako kontrakt między równymi sobie osobami.
Piosenka znalazła się w pierwszej dziesiątce list przebojów w Wenezueli (miejsce 3) Holandii (miejsce 5) i Australii (miejsce 9),
W Stanach Zjednoczonych piosenka zajęła 14 pozycję na liście Billboard Hot 100, podczas gdy w Wielkiej Brytanii w serwisie UK Singles Chart zajęła 20. miejsce. Utwór osiągnął m.in. 22 pozycję na kanadyjskiej liście Canadian Hot 100. W Polsce natomiast na liście Polish Airplay New piosenka osiągnęła piąte miejsce.
Teledysk miał swoją premierę 16 marca 2015 r. w serwisie YouTube i uzyskał 2,2 miliona wyświetleń na YouTube w ciągu dwóch dni. Pod koniec października 2020 roku natomiast wynik ten osiągnął poziom ponad 544 milionów wyświetleń.